# Begin Here
Begin Here, gruppen The Zombies debutalbum i Storbritannien, utgivet 1965 på skivbolaget Decca. Gruppen hade redan givit ut ett album i USA, men det här var det första på den brittiska marknaden. LPn består av covers på soul och bluessånger, men domineras av gruppens eget material. Här finns hiten "She's Not There", men även många andra mindre kända sånger från gruppen skrivna av Rod Argent eller Chris White som brukar rankas som utsökt brittisk pop. 

## Låtlista
1. Road Runner  (Ellas McDaniel)  2:07
2. Summertime  (Gershwin/Gershwin/Heyward)  2:17
3. I Can't Make up My Mind  (White)  2:32
4. The Way I Feel Inside  (Argent)  1:51
5. Work 'N' Play  (Jones)  2:08
6. You've Really Got a Hold on Me  (Robinson)  3:40
7. She's Not There  (Argent)  2:25
8. Sticks and Stones  (Turner)  2:57
9. Can't Nobody Love You  (Mitchell)  2:16
10. Woman  (Argent)  2:27
11. I Don't Want to Know  (White)  2:07
12. I Remember When I Loved Her  (Argent)  2:01
13. What More Can I Do  (White)  1:39
14. I Got My Mojo Working  (Foster/Morganfield)  3:36